# Komuna Paryża

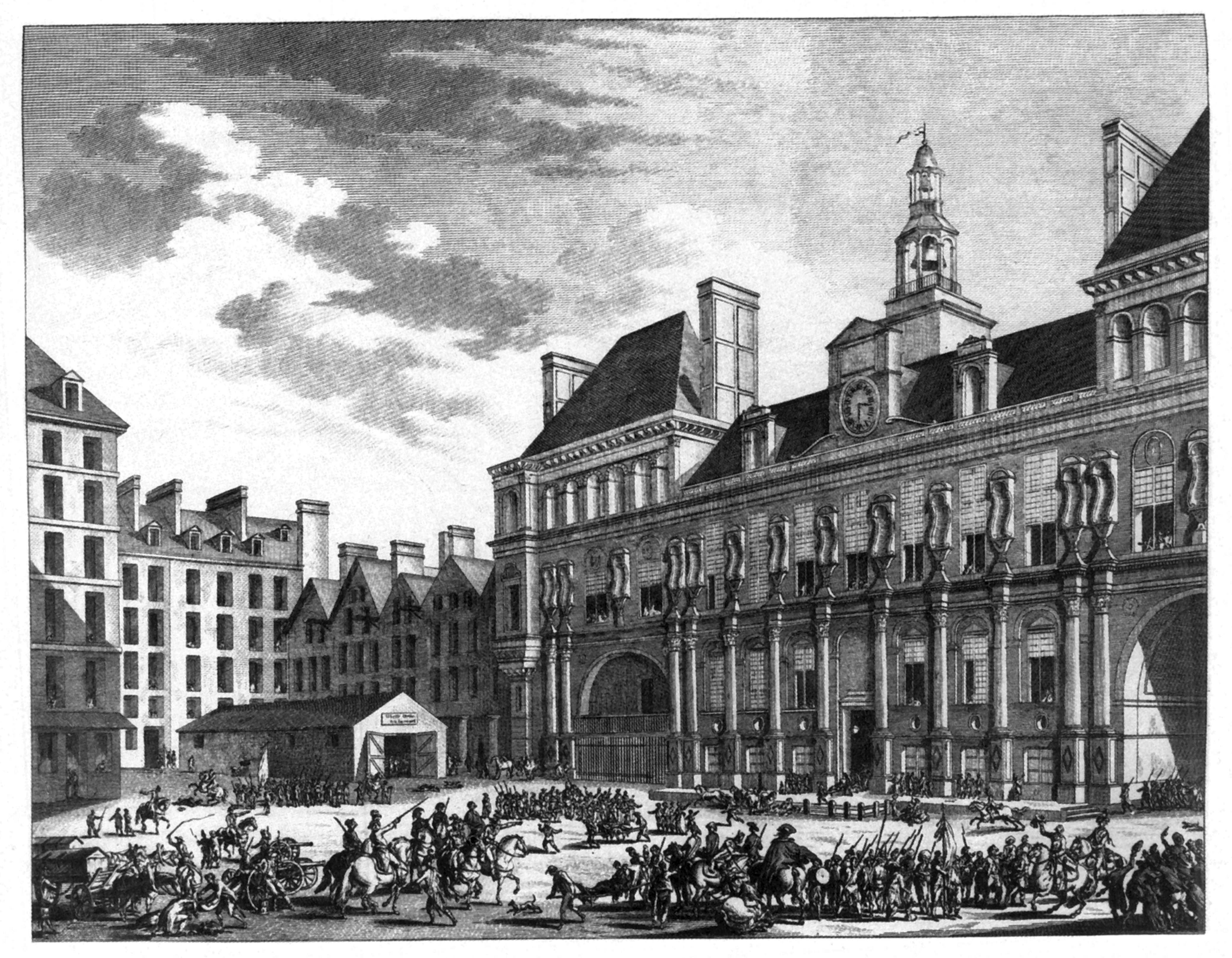
Sankiuloci popierający Komunę Paryża zgromadzeni przed ratuszem w Paryżu w nocy z 27 na 28 lipca 1794

Komuna Paryża (fr. la commune de Paris) – nazwa przyjęta przez rewolucyjny rząd miasta Paryża powstały po zwycięskim ataku na Bastylię w dniu 14 lipca 1789. Po powstaniu 10 sierpnia 1792 Komuna znacznie się zradykalizowała, stając się pośrednikiem między parlamentem a paryskim ruchem sankiulockim zorganizowanym w 48 sekcjach. Współorganizowała zbrojne obalenie żyrondystów 2 czerwca 1793, w czasie przewrotu 9 thermidora usiłowała bronić Robespierre'a i jego zwolenników. 
Do jej tradycji nawiązywała w 1871 Komuna Paryska (nazwy obydwu rewolucyjnych rządów są w j. francuskim identyczne). 